# Matthew Hopkins

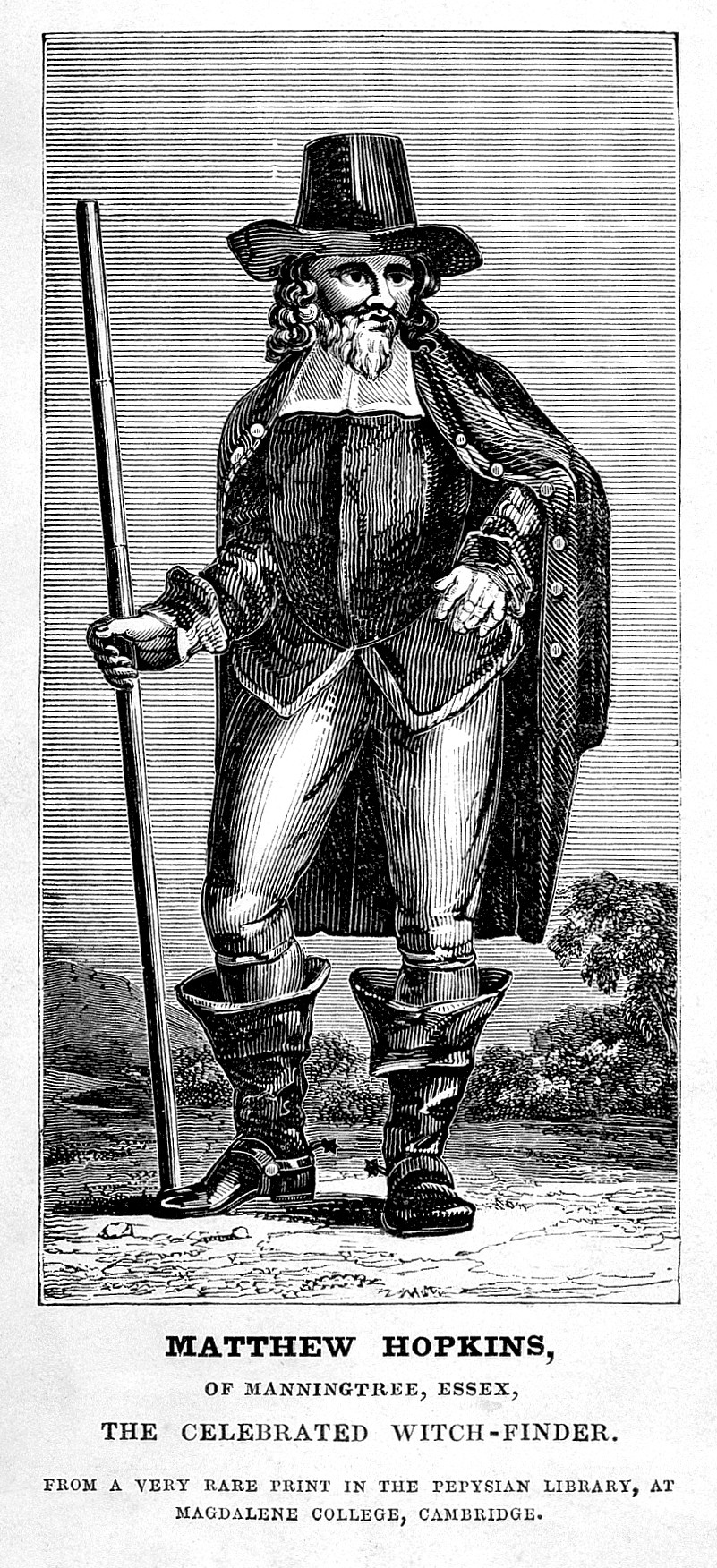

Matthew Hopkins (ur. ok. 1620 w Wenham Magna w Suffolk, zm. 12 sierpnia 1647 w Manningtree w Esseksie) – angielski łowca czarownic działający podczas angielskiej wojny domowej.

## Życiorys
Był synem purytańskiego duchownego Jamesa Hopkinsa. Z wykształcenia prawnik, pracował w Ipswich, później w Manningtree, jednak jego zawód przynosił mu niewielkie dochody. W 1644 zaczął tropić domniemane czarownice; ogłosił siebie „generalnym łowcą czarownic”. W swojej działalności traktował plotki i pomówienia jako formalne oskarżenia. Do tropienia rzekomych wiedźm dobrał czworo współpracowników - dwóch mężczyzn i dwie kobiety; jego zastępcą został Jack Stearne, znany jako „Szpikulec czarownic”, a „specjalistką” od „diabelskich znaków” została Mary Philips. Łącznie w latach 1644–1647 Hopkins wraz ze wspólnikami przyczynił się do skazania na śmierć ponad dwustu kobiet oskarżonych o czary. Za oczyszczenie miasteczka lub wsi z „czarownic” pobierał wysokie wynagrodzenie. Autor książki Odkrywanie czarownic (The discovery of witches), w której twierdził, że niedaleko swojego domu w Mannigtree odkrył sektę czarownic, która rzekomo składała ofiary diabłu i porozumiewała się z chochlikami.
Większość osób oskarżonych i straconych przez Hopkinsa stanowiły starsze kobiety hodujące zwierzęta domowe. Jego pierwszą ofiarą była Elizabeth Clarke, której matka wiele lat wcześniej została oskarżona o uprawianie czarów i powieszona. Hopkins kazał ją wtrącić do aresztu i trzymać bez jedzenia i snu przez trzy doby, przez co Clarke przyznała się, że jest czarownicą, oraz wskazała swoje rzekome wspólniczki: Ann West, jej córkę Rebeccę, Anne Leech, Helen Clarke i Elizabeth Gooding. Podczas prowadzenia dalszego „śledztwa” Hopkins doszedł do wniosku, że w tę sprawę zamieszane były 32 osoby; spośród nich 29 stracono w 1645 w Chelmsford.
Mimo że od 1639 tortury były w Anglii zakazane, Hopkins często przywiązywał podejrzane osoby ze skrzyżowanymi nogami do stołka lub krzesła na całą dobę, a także głodził i pozbawiał snu. Wraz z pomocnikami szeroko rozwinął metodę nakłuwania ciała osoby podejrzanej o uprawianie czarów jako rzekomo potrzebne do odkrycia „diabelskiego piętna” na ciele „czarownicy”; w niektórych przypadkach, próbując dowieść czyjejś winy, używał wysuwane i chowane ostrza, które miały sprawić, że przekłute piętno nie krwawiło. Posługiwał się też metodą „pławienia” (ordalia).
Latem 1646 w Norfolk przyczynił się do skazania na śmierć 20 kobiet oskarżonych o czary, później działał w Ipswich, Aldeburgh, King’s Lynn i Stowmarket. Jego aktywność zmalała po potępieniu go przez duchownego Johna Gaule'a, który demaskował jego nieuczciwe metody uzyskiwania dowodów w opublikowanej przez siebie książce Wybrane opisy czarownic i czarodziejstwa, które poruszają ludzkie sumienie.
Zmarł na gruźlicę w swoim domu i został pochowany w wiosce Mistley.